# 南吉富村
南吉富村（みなみよしとみむら）は、福岡県築上郡にあった村。現在の築上郡上毛町の一部。

## 地理
- 河川：山国川、友枝川、黒川、佐井川[1]

## 歴史
- 1889年（明治22年）4月1日 - 町村制の施行により、上毛郡宇野村、垂水村、中村、吉岡村が合併して村制施行し、南吉富村が発足[1][2]。
- 1896年（明治29年）4月1日 - 郡の統合により築上郡の所属となる[1][3]。
- 1915年（大正4年）- 電灯点灯[1]
- 1951年（昭和26年）- 南吉富郵便局開設[1]
- 1955年（昭和30年）3月1日 - 築上郡西吉富村と合併し新吉富村を新設して廃止された[1][2]。